# Roodt-sur-Syre
Roodt-sur-Syre nebo Roodt-sur-Syr (lucembursky: Rued-Sir, německy: Roodt/Syre) je město v obci Betzdorf ve východním Lucembursku a asi 15 km od Lucemburku. K roku 2024 žije ve městě 2 017 lidí.
Ve městě se nachází jemenský konzulát v Lucembursku. Panelux, velká společnost na výrobu chleba, má výrobní zařízení na okraji města.